# Dmitrij Bogomołow

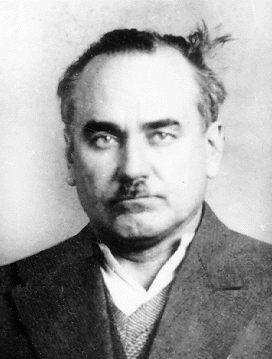
Dmitrij Bogomołow po aresztowaniu przez NKWD 1937

Dmitrij Wasiljewicz Bogomołow (ros. Дмитрий Васильевич Богомолов; ur. 4 czerwca?/16 czerwca 1890 w Sankt Petersburgu, rozstrzelany 7 maja 1938 w miejscu egzekucji Kommunarka pod Moskwą) – ambasador i minister pełnomocny ZSRR w Chinach (przy rządzie Kuomintangu w Nankinie)  w latach 1933–1937, poseł nadzwyczajny i minister pełnomocny ZSRR w Polsce w latach 1927–1929, chargé d’affaires ZSRR w Wielkiej Brytanii w 1927, członek WKP(b).
Był odznaczony Orderem Czerwonego Sztandaru Pracy i Orderem Znak Honoru. W okresie „wielkiej czystki”, w październiku 1937 został wezwany z Nankinu do Moskwy. Aresztowany przez NKWD 13 października 1937. 7 maja 1938 skazany przez Kolegium Wojskowe Sądu Najwyższego ZSRR na śmierć pod zarzutem „udziału w antysowieckiej organizacji terrorystycznej”.  Rozstrzelany tego samego dnia w miejscu egzekucji Kommunarka pod Moskwą i tam pochowany anonimowo. Zrehabilitowany 13 lipca 1957 przez Kolegium Wojskowe SN ZSRR.